# Kontrol på vejene
Kontrol på vejene (russisk: Проверка на дорогах) er en sovjetisk spillefilm fra 1971 af Aleksej German.

## Medvirkende
- Rolan Bykov - Ivan Jegorovitj Lokotkov
- Anatolij Solonitsyn - Igor Leonidovitj Petusjkov
- Vladimir Zamanskij - Aleksandr Ivanovitj Lazarev
- Oleg Borisov - Victor Mikhailovitj Solomin
- Fjodor Odinokov - Jerofeitj